# Marquard Schwegler
Marquard Schwegler oder auch Marquard Schwägler (* vor 1705 in Kirchdorf; † nach 1740) war ein deutscher Bildschnitzer der Sakralkunst in Mittelschwaben. 

## Leben
Die genauen Lebensdaten von Marquard Schwegler sind nicht bekannt. Nachgewiesen ist, dass er 1705 Lehrling bei Martin Beichel in Türkheim war. Am 24. November 1705 heiratete er in Kirchheim in Schwaben die dort wohnhafte Anna Maria Demlin und wohnte von da an in Derndorf bei Kirchheim. Zwischen 1707 und 1735 brachte die Ehe 17 Kinder hervor. Nach 1740 verliert sich seine Spur, da er scheinbar aus Kirchheim wegzog. 

## Werke
Marquard Schwegler war im Umkreis von Kirchheim in Schwaben an der Ausstattung zahlreicher Kirchen beteiligt. Die noch nachweisbaren Werke sind:
- 1707 Schloss- und Pfarrkirche St. Peter und Paul, Kirchheim in Schwaben: Petrus-Figur über dem Portal
- 1711 Schloss- und Pfarrkirche St. Peter und Paul, Kirchheim in Schwaben: Figuren für den Hochaltar
- 1714 Kirche Pfaffenhausen: 2 Engel für den Hochaltar
- 1724 Kirche Ried (Dinkelscherben) bei Ustersbach: Krippe
- 1729 Leonhardskapelle Kirchheim in Schwaben: Christus
- 1737 Kirche Haselbach (Eppishausen): Ölbergfiguren
- 1740 Kirche Könghausen bei Eppishausen: Kerkerheiland

Die Krippe der Kirche in Ried stellt das Hauptwerk von Marquard Schwegler dar. 